# Darío Sztajnszrajber
Darío Gabriel Sztajnszrajber (pronunciado /shtainshráiber/; Buenos Aires, 16 de junho de 1968), também conhecido como Darío Szeta, é um filósofo, ensaísta, professor e apresentador de televisão argentino.

## Vida pessoal
Sztajnszrajber nasceu em Buenos Aires, Argentina, em uma família de ascendência polonesa. Segundo o próprio Sztajnszrajber, seu sobrenome significa “aquele que escreve na pedra”. Sua família é judia, embora ele se autoproclame agnóstico. Seu irmão, Mauro Szeta, é jornalista especializado em assuntos policiais. Sztajnszrajber é torcedor do clube de futebol Estudiantes.

## Carreira
Foi professor em todos os níveis de ensino, incluindo estudos primários, secundários, universitários e pós-graduados em filosofia na Faculdade Latino-Americana de Ciências Sociais e em nível de graduação na Universidade de Buenos Aires.
Sztajnszrajber desenvolveu um trabalho instrutivo em filosofia amplamente lido em todo o mundo de língua espanhola, pelo qual ganhou um prêmio de divulgação da Fundação Konex em 2017. Ele também apresenta um programa de entrevistas na TV argentina no Canal Encuentro intitulado Mentira la verdad. É também apresentador e consultor ocasional de conteúdo filosófico de programas de rádio, apresentações gráficas acadêmicas na TV e algumas apresentações teatrais.

## Publicações
- Pensar lo judío en la Argentina del siglo XXI (1ª edição). Capital Intelectual. 2011.ISBN 978-987-614-280-9 Em coautoria com Alejandro Dujovne e Daniel Goldman.
- Para animarse a leer Platón (1ª edição). Eudeba. 2012. ISBN 978-950-23-1988-9
- ¿Para qué sirve la filosofía? (1ª edição). Planeta. 2013. ISBN 978-950-49-3688-6 Este trabalho aborda o problema de desmantelar a rigidez da disciplina filosófica e torná-la acessível a um público mais amplo, especialmente diferenciando a filosofia da sua clássica vocação para a verdade.
- Problemas, estrategias y discursos sobre las políticas socioeducativas (1ª edição). Ministerio da Educação da Nação. 2015. ISBN 978-950-00-1101-3 Participação em obra coletiva
- Filosofía en 11 frases (1ª edição). Paidós. 2018. ISBN 978-950-12-9687-7
- Filosofía a martillazos (1ª edición). Paidós. 2019. ISBN 978-950-12-9828-4

Da mesma forma, foi compilador e editor das obras Posjudaísmo (vols. 1 e 2), onde questiona as formas tradicionais de definição do Judaísmo.